# Asaracus pauciaculeis
Asaracus pauciaculeis är en spindelart som beskrevs av Lodovico di Caporiacco 1947. Asaracus pauciaculeis ingår i släktet Asaracus och familjen hoppspindlar. Inga underarter finns listade i Catalogue of Life.